# Bibacta
Bibacta — рід еребід з підродини совок-п'ядунів, представники якого зустрічаються в Азії.

## Систематика
У складі роду:
- Bibacta truncata Moore, 1882